# Seznam valižanskih igralcev
Seznam valižanskih igralcev.

## B
- Aneurin Barnard
- Richard Burton

## C
- Sybil Christopher
- Charlotte Church

## D
- Richard Davies
- Ruth Dunning

## E
- Aimee-Ffion Edwards
- Taron Egerton

## G
- Sian Gibson
- Hugh Griffith
- Ioan Gruffudd

## H
- Anthony Hopkins
- Glyn Houston

## I
- Rhys Ifans

## J
- Margaret John
- Mervyn Johns
- Mark Lewis Jones
- Terry Jones

## L
- Desmond Llewelyn

## M
- Beth Morris
- Eve Myles

## N
- Ivor Novello

## P
- Siân Phillips
- Jonathan Pryce

## R
- Roger Rees
- Iwan Rheon
- Matthew Rhys
- John Rhys-Davies
- Rachel Roberts

## S
- Harry Secombe
- Michael Sheen

## T
- Owen Teale

## W
- Andy Whitfield
- Emlyn Williams

## Z
- Catherine Zeta-Jones